# マルチェロ・マストリリ

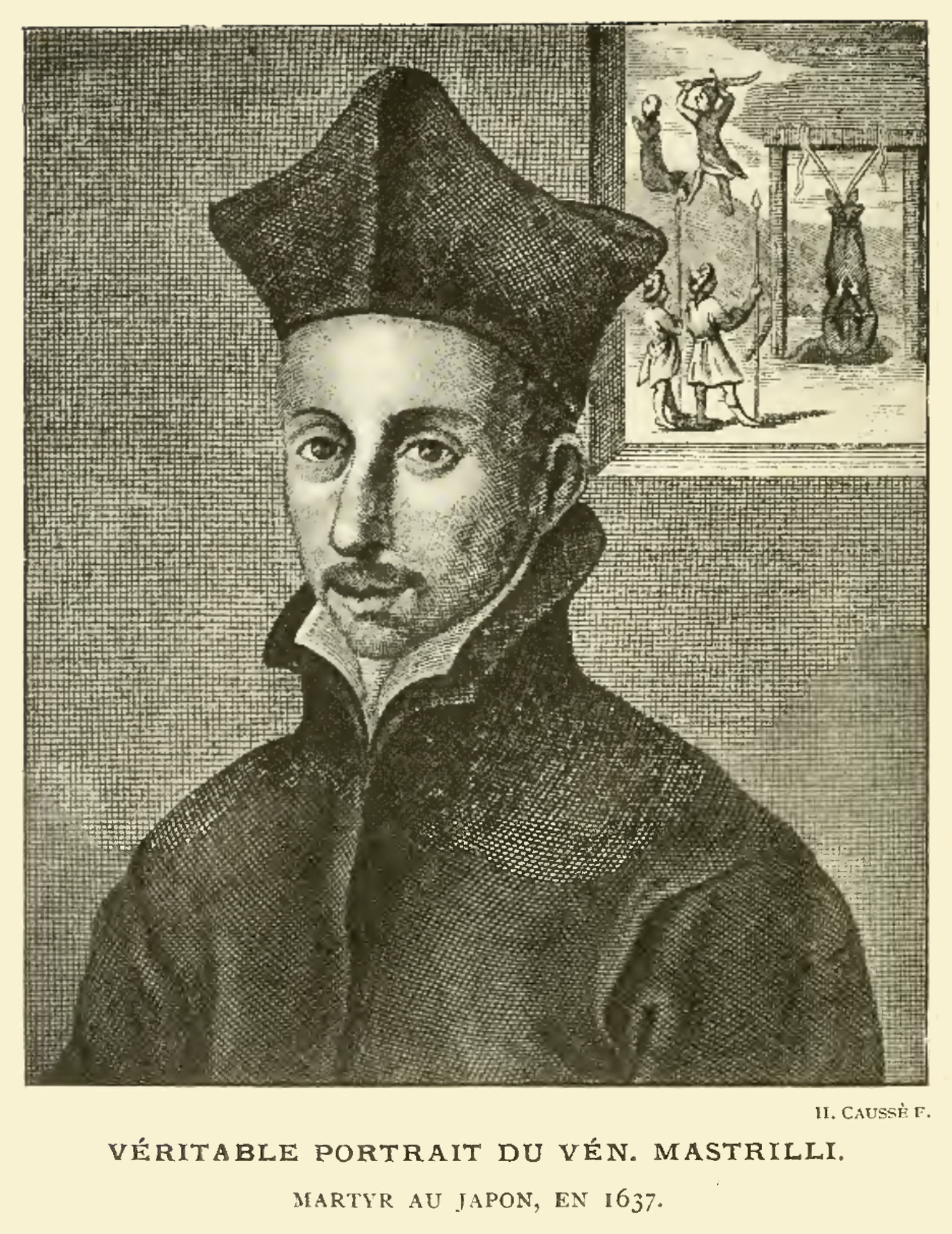
マルチェロ・マストリリ

マルチェロ・フランチェスコ・マストリリ（Marcello Francisco Mastrilli、1603年9月14日? - 1637年10月17日）は、シチリア王国出身のイエズス会宣教師である。

## 経歴・人物
ナポリの出身。1618年に15歳でイエズス会に入会し、その後は独立して当時江戸時代の日本でキリシタン追放令によりキリシタンが迫害されるといったことがきっかけで日本へ渡航することを決心する。これによって1637年にスペイン領東インド（現在のフィリピン）のマニラ、琉球王国での布教を経て同年（寛政14年）薩摩に入った。
その後は九州地方を中心に布教活動を行うが、日向にて確保され長崎に送還される。同地において穴吊しといった拷問を受けた末、同年10月17日（寛政14年8月29日）斬首刑に処された。